# Alexandre Benois
Alexandre Nikolaevici Benois (în rusă Алекса́ндр Никола́евич Бенуа́, de asemenea scris Alexander Benois; n. 21 aprilie/3 mai 1870, Sankt Petersburg, Imperiul Rus – d. 9 februarie 1960, Paris, Franța) a fost un artist rus, critic de artă, istoric, conservator și membru fondator al Mir isksstva (Lumea Artei), o mișcare de artă și o revistă. Ca designer pentru Ballets russes sub Serghei Diaghilev, Benois a exercitat ceea ce este considerat o influență seminală asupra designului modern de balet și scenă.

## Legături externe
- Opere de sau despre Alexandre Benois la Internet Archive